# Paul Tibbitt
Paul Tibbitt (né le 13 mai 1968) est un comédien, animateur, producteur de télévision, scénariste, dessinateur de storyboard, auteur-compositeur et doubleur américain principalement connu pour son travail sur la série télévisée d'animation Bob l'éponge.
Il est actuellement le producteur délégué de la série ainsi que le doubleur de Potty le perroquet. Après que le créateur de la série, Stephen Hillenburg, quitte le poste de show runner en 2004, Paul Tibbitt le remplace à cette position.

## Filmographie

### Producteur
- 2004-2012 : Bob l'éponge (90 épisodes)
- 2008 : Nicktoons: Globs of Doom
- 2009 : SpongeBob SquarePants: Spongicus

### Scénariste
- 1999 : Herd
- 1999-2012 : Bob l'éponge (54 épisodes)
- 2004 : Bob l'éponge, le film

### Acteur
- 1999 : Herd : Fed no 6
- 2001-2011 : Bob l'éponge (13 épisodes) : Divers rôles

### Réalisateur
- 2000-2007 : Bob l'éponge (11 épisodes)
- 2015 : Bob l'éponge, le film 2